# Horace Maynard
Horace Maynard, född 30 augusti 1814 i Westborough i Massachusetts, död 3 maj 1882 i Knoxville i Tennessee, var en amerikansk politiker och diplomat. Han var ledamot av USA:s representanthus 1857–1863 och 1866–1875 samt USA:s postminister 1880–1881.
Maynard utexaminerades 1838 från Amherst College. Han undervisade vid East Tennessee University, studerade sedan juridik och inledde 1844 sin karriär som advokat i Knoxville. Han var elektor för Whigpartiet i presidentvalet 1852 och kandiderade utan framgång till representanthuset som whig. Efter att ha bytt parti till knownothings tillträdde Maynard 1857 som kongressledamot. Han blev senare unionist och tjänstgjorde 1863–1865 som Tennessees justitieminister. År 1866 tillträdde han på nytt som kongressledamot och omvaldes sedan fyra gånger som republikan.
Maynard tjänstgjorde som USA:s ministerresident i Osmanska riket 1875–1880. År 1880 efterträdde han David M. Key som postminister och efterträddes 1881 av Thomas Lemuel James.
Maynardville i Tennessee har fått sitt namn efter Horace Maynard.